# Главный герой (телепрограмма)
«Главный герой» — авторская телепрограмма бывшего ведущего информационной программы «Сегодня» Антона Хрекова о личностях и о личном, выходившая на НТВ. Руководителем «Главного героя» также являлся Антон Хреков.

## О программе
Программа построена на репортажах, в которых повествование, как правило, ведётся от первого лица. Герои доверяют журналистам программы и верят зрителю. Герои программы — люди, чьи имена на слуху и о ком много слухов — крупнейшие политики, бизнесмены, звёзды кино и шоу-бизнеса, а также герои, о которых страна пока не подозревает, раскрывают тайны своей жизни, откровенно говоря о самом сокровенном. Впервые после закрытия передач «Герой дня» и «Герой дня без галстука» канал НТВ запустил постоянную программу, в которой детально рассматривались документальные типы героев настоящего времени.
«Жемчужина» программы — это расшифрованная биография легендарной личности или реконструкция захватывающего события глазами его именитых участников, интригующие интервью-экскурсии непосредственно на месте событий. В ней были использованы редкие фото из частных архивов, имеющие историческую ценность, которые после компьютерного восстановления буквально «оживали» на экране.
Студия программы — это больше не «замкнутый останкинский бункер» с говорящими головами. Посреди новейших мультимедийных декораций зияет дыра, через которую Антон Хреков будет «выходить в люди». На съемочной площадке задействованы несколько кранов и концертный свет.

### Некоторые рубрики
1. «Большое музыкальное приключение» — регулярная рубрика журналиста «Профессии — репортёр» Вадима Такменёва в жанре «репортаж-концерт»: оригинальный, никогда прежде не исполняемый номер с участием известных людей[9].
2. «Главный герой. Неизвестное об известном» — факты, свидетельства очевидцев, подлинные документы, уникальные любительские видеозаписи и фотографии. Невероятные повороты судеб и ранее неизвестные подробности.

### Цензура
Отдельные злободневные сюжеты в программе снимались с эфира или подвергались цензуре. Первый раз это произошло уже во втором выпуске — из эфира НТВ был убран репортаж о детстве губернатора Чукотки Романа Абрамовича, который активно анонсировался как в межпрограммном пространстве телеканала, так и в официальном пресс-релизе НТВ. Автором видеосюжета был Антон Хреков. В вёрстке той программы сюжет об Абрамовиче являлся самым главным, а его хронометраж составлял 15 минут, что для тогдашнего российского телевидения было нетипично. Причина снятия сюжета неизвестна. Генеральный директор НТВ Владимир Кулистиков заявил, что решение о снятии сюжета с эфира канала было принято им самим, и никакого давления со стороны Абрамовича он не получал. Изъятие сюжета из «Главного героя» негативно сказалось на его рейтинговых показателях — доля программы по сравнению с предыдущим выпуском снизилась почти вдвое (с 23,1 % до 13,6 %), а рейтинг — с 10,6 % до 6,1 %. Годом позже, в сентябре 2008 года, сославшись на технические проблемы, из эфира очередного «Главного героя» был убран сюжет о погибшем ингушском оппозиционере Магомеде Евлоеве.
В марте 2009 года в эфир телепередачи не попал видеосюжет, смонтированный в виде дискуссии кандидатов в мэры Сочи Бориса Немцова и Александра Лебедева, а также Андрея Лугового и действующего главы городской администрации Анатолия Пахомова; Антон Хреков и руководитель пресс-службы НТВ Мария Безбородова инцидент не прокомментировали.

### Корреспонденты программы
- Юлия Варенцова
- Кирилл Иванов
- Максим Иксанов[18]
- Борис Корчевников[19]
- Павел Селин[20]
- Алексей Симахин
- Яна Сушкова
- Вадим Такменёв[21]
- Катя Устинова[22]
- Антон Хреков[23]
- Ольга Щанкина[24]

## Критика
Бывший сотрудник НТВ Эльхан Мирзоев рассказывал, что при подготовке материалов для программы многие её корреспонденты и операторы, за исключением опытного Алексея Ермилова (впоследствии уволенного Кулистиковым), не брезговали откровенными подлогами и систематическим нарушением журналистской этики, тем самым незаконно вторгаясь в частную жизнь героев.
Сергей Малютин (газета «Курская правда»):
Как видим, творческие усилия приложены весомые, как, впрочем, и средства вложены немалые. И всё для того, чтобы мы поближе познакомились с популярными персонажами новостей, узнали их с неизвестной стороны. Только вот порой кажется, что силы потрачены впустую, потому что многие „известные“, о которых нам столь подробно рассказывают, никак не тянут на подлинных героев нашего времени. <…> Программа Антона Хрекова завершается простой и ясной формулой: „Героем может стать каждый, главное — оставаться человеком“. Хорошо бы, чтобы при выборе очередного персонажа для „Главного героя“ эта формула не оставалась пустым звуком и для её создателей.
Арина Бородина:
Антон Хреков в „Главном герое“ уверяет, что „такого вы ещё никогда не видели“, представляя весьма подробный сюжет об истории того, как появилась в мире силиконовая грудь. Видимо, её и следует считать „героем“».
Очень жаль, что отличный ведущий и репортёр Антон Хреков, <...>, теперь делает программу «Главный герой» на НТВ, которая по набору тем фактически ничем не отличается от тех же «героев», которые года два мелькают то в «Чистосердечном признании», то в «Программе максимум». И все эти программы ходят по одному кругу и зачастую без смущения вставляют целые куски из уже показанных ранее во вроде бы новые и подаваемые как эксклюзивные темы…
Евгений Кузин:
Антон Хреков и команда «Главного героя», которым пока удаётся не осквернить место в эфире НТВ, прогретое некогда программой «Намедни». Так держать!

## Закрытие
С осени 2009 года стилистика программы была изменена, Антон Хреков перестал быть ведущим, а программа стала называться «Главный герой представляет». В таком виде программа продержалась недолго, всего 3 месяца, после чего стала транслироваться только в повторах.
Весной 2010 года появилось сообщение о том, что в ближайшее время программа «Главный герой» будет полностью реорганизована вплоть до изменения названия, а её ведущим станет репортёр НТВ Вадим Такменёв. Слухи фактически подтвердились в августе того же года, когда в бывшем таймслоте телепередачи Хрекова стала выходить новая информационно-развлекательная программа Дирекции праймового вещания НТВ «Центральное телевидение».